# Insuliectinus
Insuliectinus là một chi bọ cánh cứng trong họ 
Elateridae.
Chi này được miêu tả khoa học năm 1984 bởi Kishii.

## Các loài
Chi này có các loài:
- Insuliectinus amami Kishii, 1984